# Križ iz Lalibele
Križ iz Lalibele je velika, bogato okrašena procesijska različica etiopsko-eritrejskega križa, ki velja za enega najdragocenejših verskih in zgodovinskih primerkov dediščine Etiopije. Hranijo ga v cerkvi Bet Medhane Alem, hiši Odrešenika sveta, v skalo vklesani cerkvi iz 12. stoletja v Lalibeli. Duhovnik lahko vernike podrgne s križem, da jih blagoslovi ali izvede zdravilski ritual. Slog križa je bil v tistem času običajen, križe v tem slogu pa danes preprosto imenujemo križi Lalibela. Drugo ime tega križa izvira iz amharskih besed Afro Ajigeba, dobesedno prevedenih kot »sramežljiv in Bogu všečen«.

## Opis
Križ naj bi izviral iz 12. stoletja. Dolg je približno 60 centimetrov in tehta približno 7 kilogramov. Narejen je iz enega kosa kovine, bodisi zlata, bodisi brona in zlata. Osrednji križ ima podolgovat padajoči krak in razširjene zaključke, obdane z bogato okrašenim obkrožajočim trakom. Kot mnogi etiopski procesijski križi, spodnji del križa podpira motiv Adamovih rok. Sestavljen je iz dveh podolgovatih krogov, ki se med seboj prepletata in stapljata ter simbolizirata časne in večne, zemeljske in nebeške ter duhovne in fizične vidike stvarstva. Na procesijskih križih so ti za svečane priložnosti ogrnjeni z živobarvnimi kosi blaga. Kopije v drugih etiopskih templjih so lahko izdelane iz enega samega kosa kovine, kot sta zlato ali bron.
Za razliko od obstoječih križev, ki so tradicionalni za katoliško pravoslavno (grško, vzhodno) inrimokatoliško cerkev, ima križ iz Lalibele podkvasto avreolo, na vrhu pa majhen križ in 12 žarkov (včasih v obliki cvetnih listov), po šest na vsako stran. Takšni elementi tradicionalno predstavljajo Jezusa Kristusa, obkroženega z dvanajstimi učenci oziroma apostoli.
Eden najuglednejših etiopskih zgodovinarjev Richard Pankhurst je zapisal: »Osnovna zasnova procesijskega križa iz Lalibele, ne glede na kovino, iz katere je narejen, je zelo zapletena in je etiopizirana različica grškega in latinskega križa.«
Križ je bil ukraden marca 1997, najden pa je bil v Belgiji leta 1999, ko ga je trgovec v Adis Abebi prodal belgijskemu zbiratelju za 25.000 ameriških dolarjev. Potem ko je bil denar zbiratelju vrnjen in je bilo dogovorjeno, da ne bodo sproženi nobeni nadaljnji pravni ukrepi, je bil križ leta 2001 vrnjen v Etiopijo.

## Romanje k Lalibelskemu križu
V Etiopiji križ iz Lalibele predstavlja simbol novega Jeruzalema. Vsako leto 26. septembra, na predvečer krščanskega praznika Meskel – povišanja križa, ki daje življenje, na glavnem trgu mesta Meskel Skvea poteka obred prenašanja in dviganja križa. Romarji iz vse Etiopije se zgrinjajo v Lalibelo in v procesiji poljubljajo križ. Po slavju se križ vrne na mesto trajne hrambe v cerkev Odrešenika sveta.
Po incidentu s krajo križa ga duhovnik samo ob posebnih priložnostih, ne da bi ga izpustil iz rok, odnese iz templja, blagoslovi in dovoli vernikom, da ga poljubijo.